# Binær operator
En binær operator på en mængde M er en funktion *: M×M → M. Oftest bruger man infiksnotationen x * y i stedet for den sædvanlige notation *(x, y) for funktioner.
Kendte eksempler på binære operatorer er funktionerne + (plus) og · (gange) på mængderne N (de naturlige tal), Z (de hele tal), Q (de rationale tal), R (de reelle tal) eller C (de komplekse tal).
Et andet godt eksempel er funktionssammensætning. Lad A være en mængde, og lad M = { f: A → A } være mængden af funktioner fra A til A. Nu er funktionssammensætning •: M×M → M en binær operator. (For vilkårlige funktioner f og g i M ligger f • g igen i mængden M.)
Lad *: M×M → M være en binær operator. Nu kaldes * for:
- Associativ, hvis (x * y) * z = x * (y * z) for alle x, y, z i M.
- Kommutativ, hvis x * y = y * x for alle x, y i M.

Gange og plus på mængderne fra før er både associative og kommutative, mens funktionssammensætning generelt kun er associativ.

## Magmaer
Et par (M, *) af en mængde M og en binær operator * kaldes en magma. Eksempler på magmaer er:
- Alle semigrupper (S, *).
- Alle monoider (M, *).
- Alle quasigrupper (Q, *).
- Alle grupper (G, *).